# スチールホイール

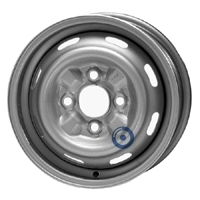
独KFZ社製の純正供給向けチューブレスタイヤ用4穴スチールホイール。極一般的な鉄チンホイールは概ねこのような外見を呈する。

スチールホイール（Steelwheel）は、鉄鋼を用いて製造された自動車のホイール。通称『鉄チンホイール』（てっチンホイール）あるいは単に『鉄チン』（てっチン）。

## 解説

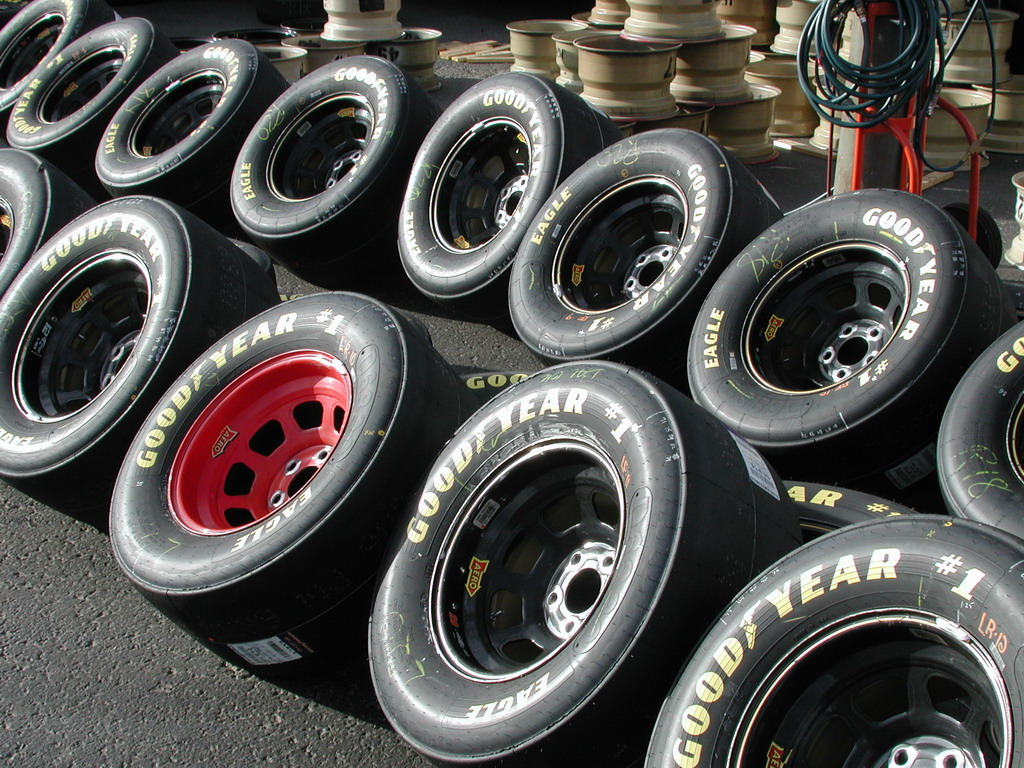
NASCAR用のスチールホイール

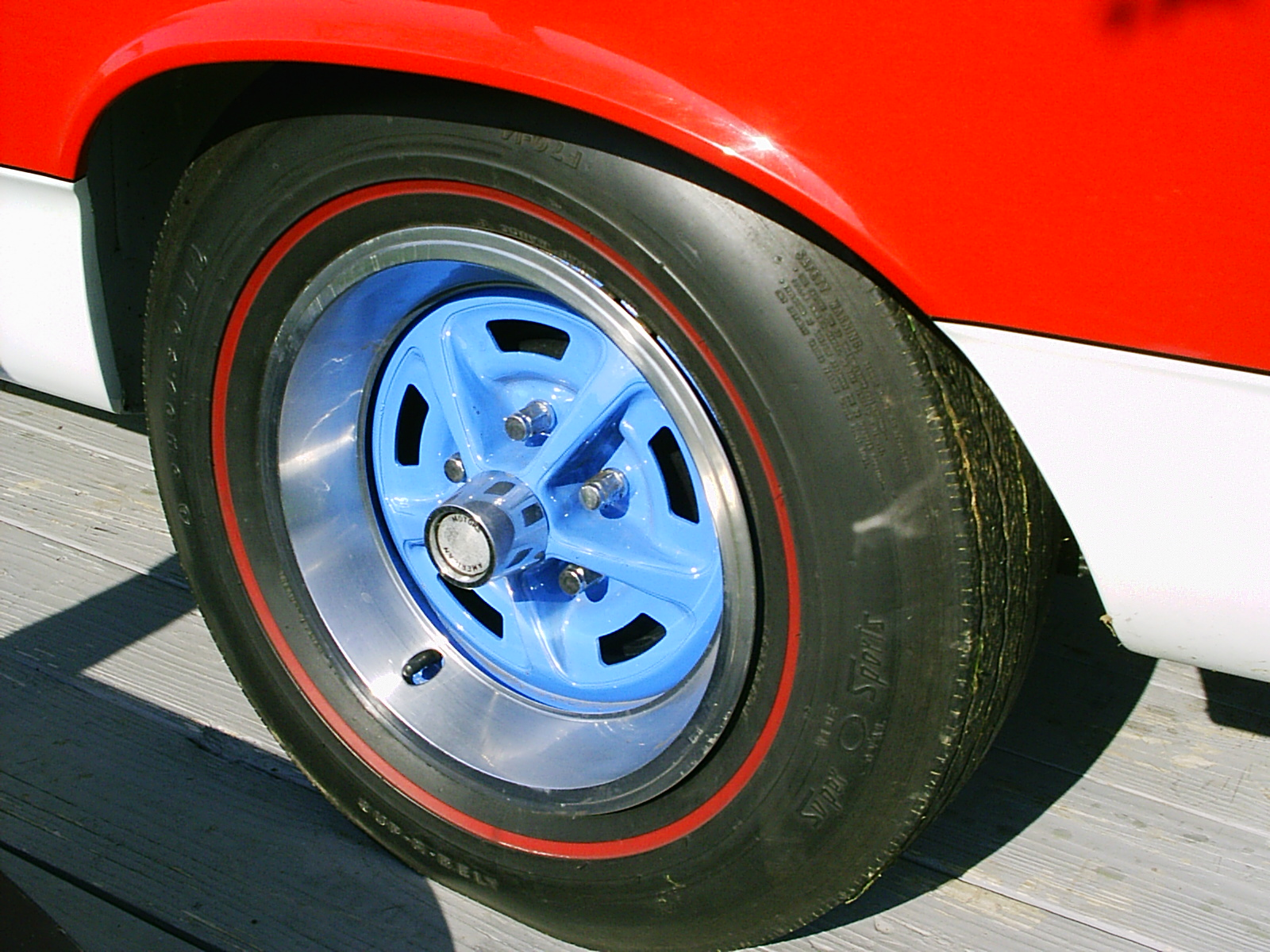
1969年式 AMC・SC/ランブラーのスチールホイール。マグナムスタイルと呼ばれる様式で、アメリカ車ではアルミホイールが普及する以前は様々なデザインのスチールホイールが製作された。

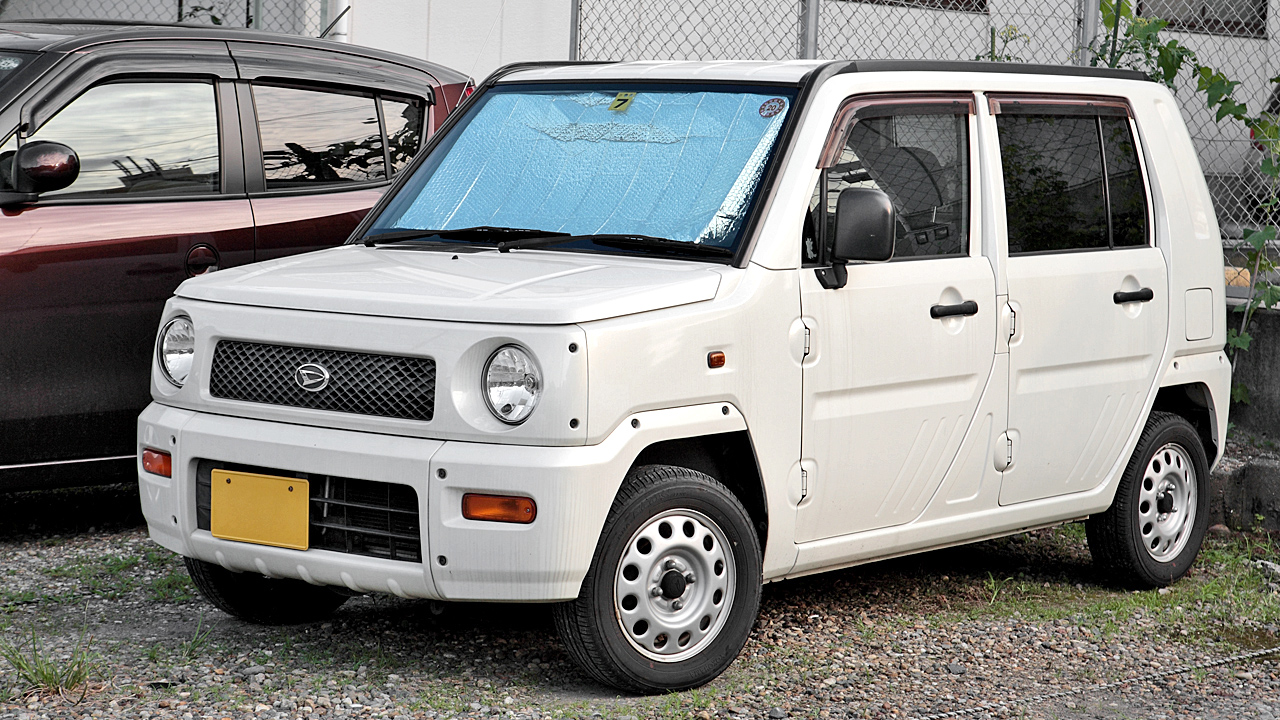
ダイハツ・ネイキッド。｢Naked｣の言葉通り剥き出し（ありのまま）の素材感を表現するコンセプトに合わせ、特別にデザインされたスチールホイールが装着されている。

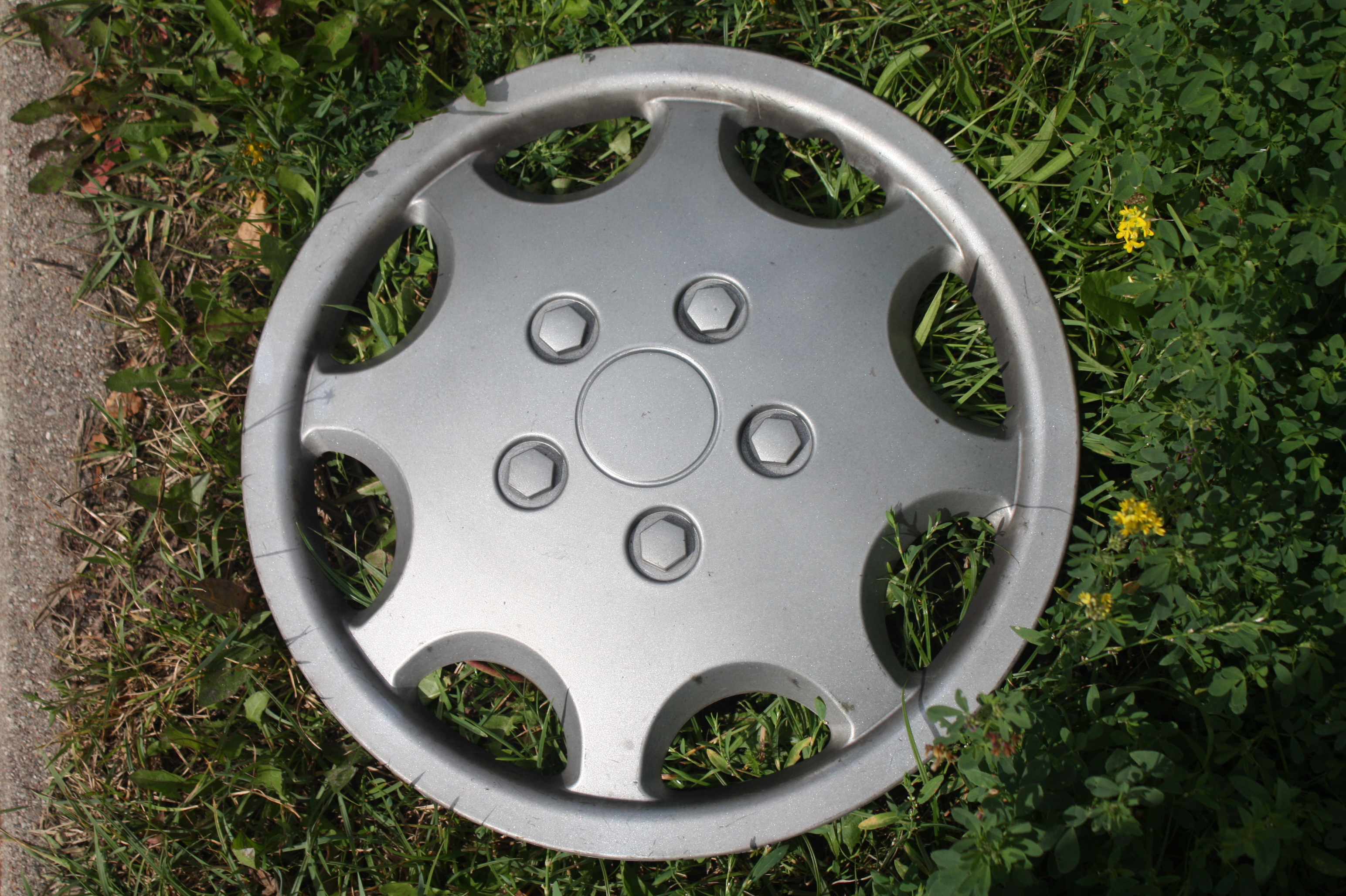
ホイールから取り外したホイールキャップ

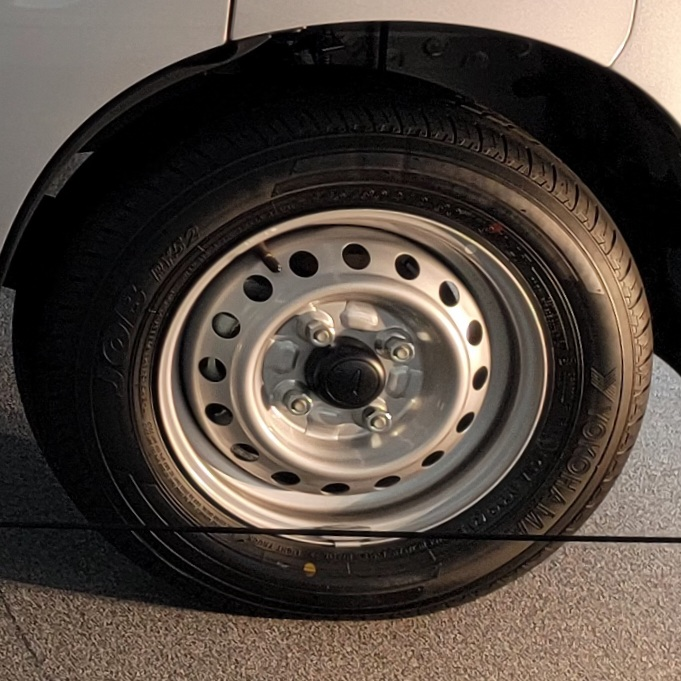
ダイハツ・ハイゼット（2022）カーゴのフロントホイール

スチールホイールにはアルミホイールと比較して、以下のような特徴がある。

### 長所
- 安い - 素材の価格に加え製造手法の面で見ても薄い鉄板をプレス成形して製造するため量産向きで、アルミホイールと比較した場合安価に製造できる。
- 強い - 靭性（破壊抵抗性）に優れるため、16インチ程度以下であれば同サイズのアルミホイールより軽い[2]。また、万一タイヤがパンクしてもリムだけで相当距離を引きずりながらでも走行することができる[注 2]。他にタイヤチェーンを装着する時ホイールへの傷付きを気にしなくて良い、アルミホイール以上に腐食（錆が発生）しやすいものの、ワイヤーブラシや粗目のサンドペーパーなどで錆を落とした後、（ラッカースプレーなどで）リペイント（再塗装）すればそのまま再利用できる。

### 短所
- 重い - 鋼はアルミニウム合金よりも比強度が低いため、同一強度に仕上げると重くなりやすい。
- デザイン性に欠ける - スタイリッシュな形状に加工しづらい。ほとんどの場合くすんだ銀色か黒色[注 3]で、ブレーキキャリパーのオフセットによる凹凸と穴（たいていの場合円形、楕円形、四角形のいずれか）が数個開いている（原付バイク用のものは2本にまとまった支柱が3束ある形状）という無骨な見た目となる。このため市販乗用車の場合は、外側に樹脂製のカバー（ホイールキャップ、あるいはホイールカバー。全体を覆うフルキャップと締結穴周辺までのハーフキャップがある）[注 4]か、樹脂製または金属製のセンターオーナメント（センターハブキャップ、センターキャップ）を取り付けているケースがある。マッスルカーに分類されるアメリカ車やその影響を受けた日本のドレスアップカーでは、クロームメッキされた金属製のホイールカバーや、トリムリングと呼ばれるリムの部分のみを装飾する部品も好んで用いられる。

### よくある誤解
「重い」「デザイン性に欠ける」という短所は「全てのスチールホイールに当てはまるとは限らない」（あるいは全てのアルミ/マグネシウムホイールがアドバンテージを持っているとは限らない）ことに留意するべきである。
重量
鋼は疲労限度があるのに対しアルミニウム合金には限度がなく、繰り返される応力により止め処なく強度低下するため、用途によっては使用期間が想定を超えることを考慮し予め予備強度を確保する必要がある。自動車メーカー純正アルミホイールの多くは全体に肉厚を増して予備強度を確保するので一概にスチールホイールの方が重くなるとはいえない。Honda公式サイトのFAQによると、フリード（標準ピュアガソリン車）の場合14インチ鉄（タイヤ185/70R14）で7.1kg、15インチ(185/65R15)の場合、鉄7.9kg・アルミ8.3kgと同サイズで比べてもアルミの方が重いと言う結果になっている。
デザイン性
マルチスポーク形状などデザインを重視したスチールホイールが全くない訳ではなく、自動車やカー用品を販売する側の事情（高額商品である上級グレード車やアルミホイールを売りたいなど）などもあって純正・社外品ともに普及が進んでいないという側面がある。ホイールそのものにデザインを施したスチールホイール（スタイルド・スチールホイール）を純正で採用する車種（例：トヨタ・RAV4およびダイハツ・テリオスキッド、2代目以降のスズキ・ジムニーなどのSUV系、2代目トヨタ・カルディナ（一部）および9代目トヨタ・カローラセダン（ただし法人向けの「Xアシスタパッケージ」のみ）などの小型普通乗用車系、ダイハツ・ネイキッドやスズキ・ハスラーなどの軽乗用車系）も存在する。

## スチールホイールの利用状況

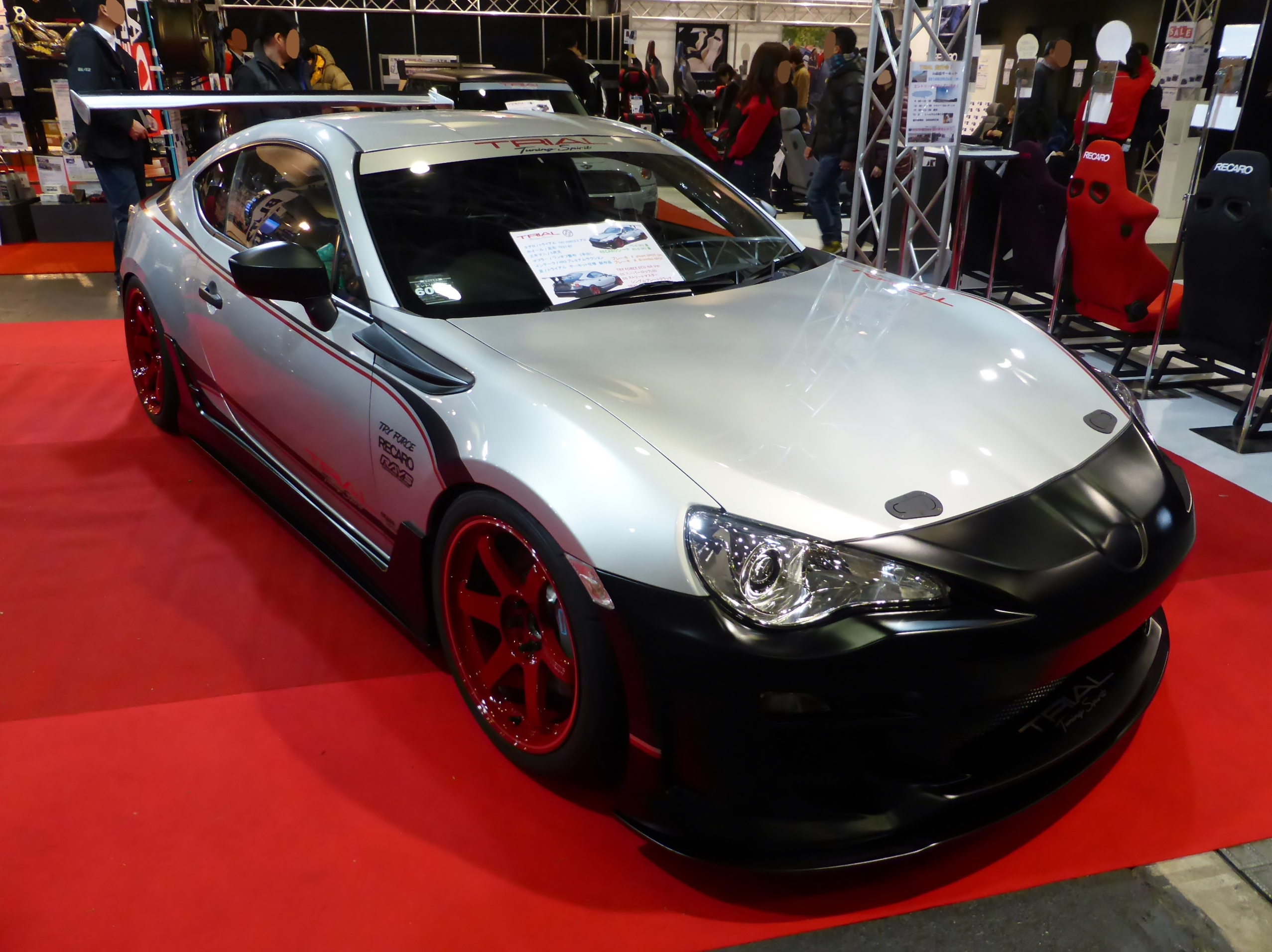
トヨタ・86「RC」。このグレードは趣味性の高い車種でありながら、ノーマルの状態ではホイールキャップなしのスチールホイールが装着されている。他のグレードとは違い写真のように購入後カスタムすることが前提の｢素材｣と割り切った商品であるからである。

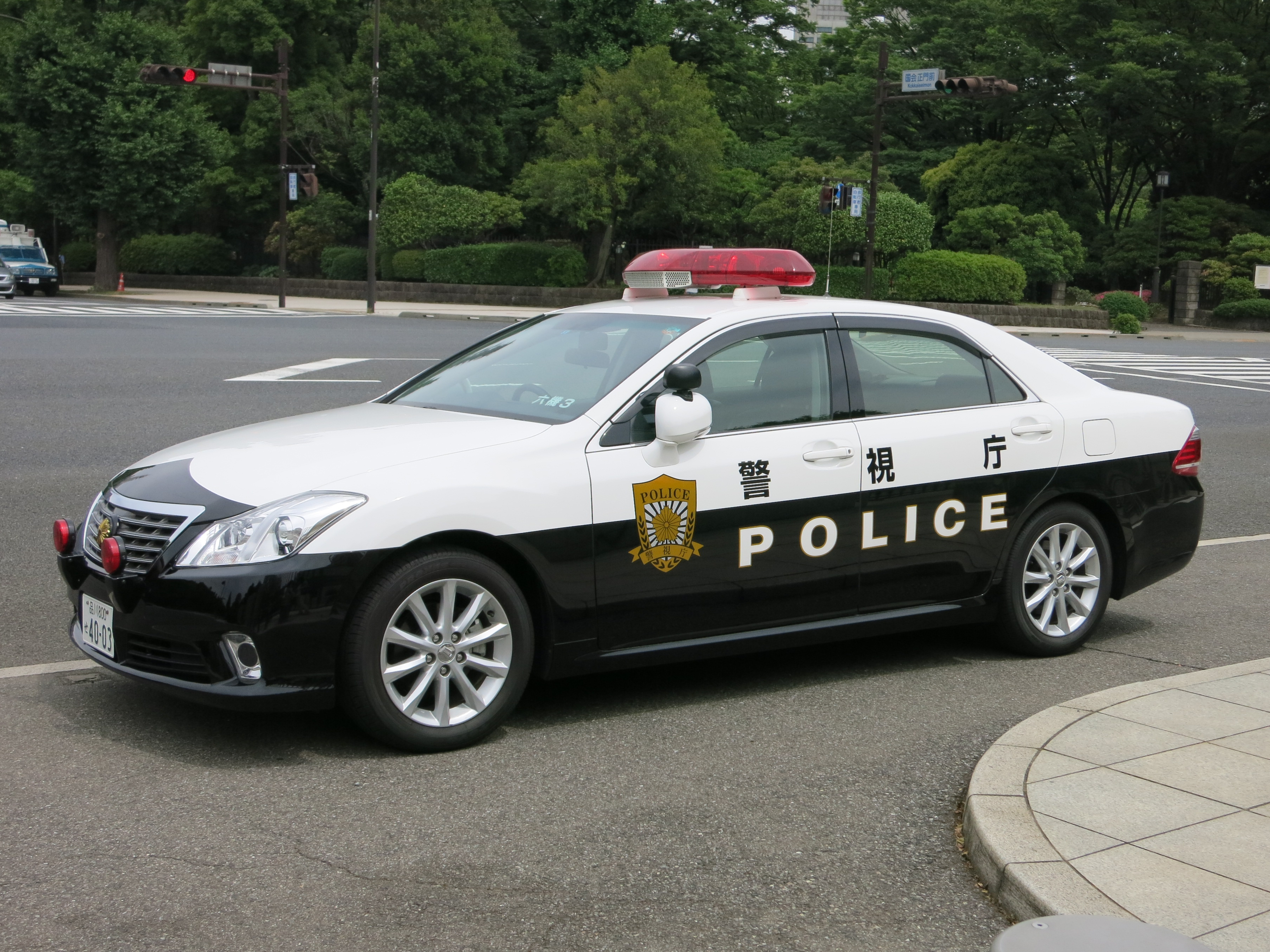
S200系トヨタ・クラウンパトカー。「働くクルマ」にはスチールホイールが使われることが常であるが、乗用車ベースの場合だと新車時点でアルミホイールとなっているケースが出てきている。

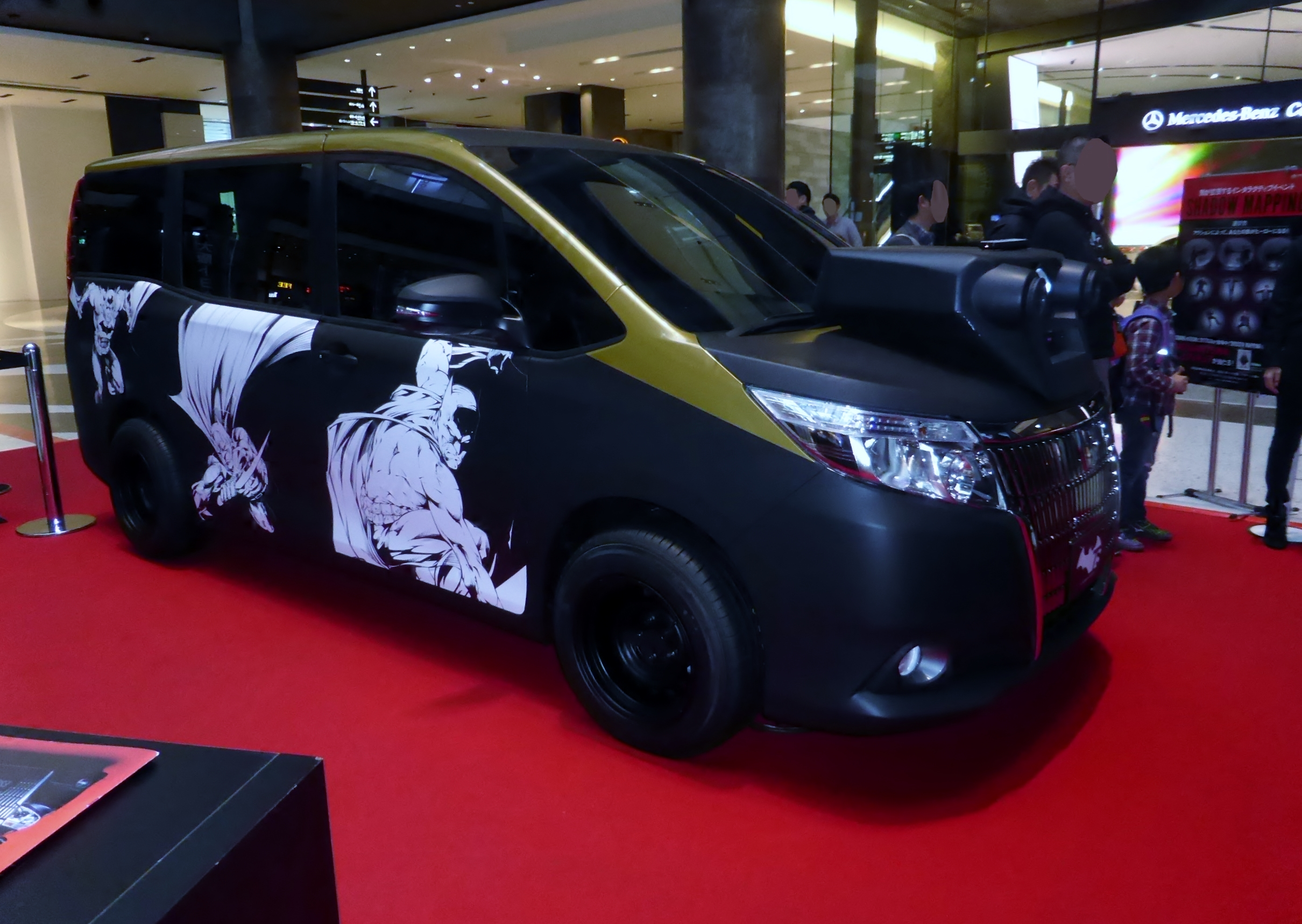
トヨタ・エスクァイアのバットマン仕様カスタムカー。デザインコンセプト（例えば「無骨さ」や「ワル（≒不良）」、果ては「ダサカッコいい」などの雰囲気を出したい場合）によっては、カスタムカーであってもあえてスチールホイールを使用することがある。

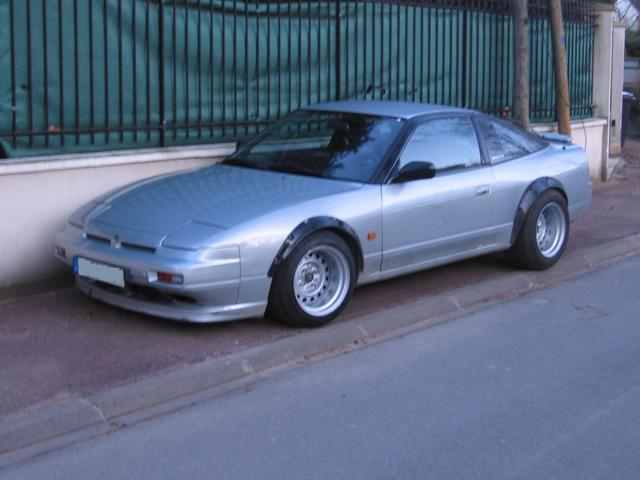
「加工鉄っチン」を履いた日産・180SX。

その性質上、ホイールの外観を重視せず低コストで済ませたい原付バイクやいわゆる｢働くクルマ｣で目にすることが多く、かつては覆面パトカーの目印ともされた。しかしタクシー（ただしグレードによる）やパトカーと言った乗用車系の車両では新車時点でアルミホイールが標準装着されていることも多く、次第にこの法則は当てはまらなくなってきている。また逆に趣味性の高い車種においても、それ故に「ユーザーはカスタムして乗る」ことを前提としてスチールホイールを使用した廉価グレードが設定されることもある。
ホイールに全くこだわりが無いドライバーは何らかの理由で買い替え/買い増しを迫られた場合に安価で入手できるスチールホイールを購入することがあり、マルチホールタイプ（ハブボルト穴を8 - 12個ほど開けて複数のP.C.D.〈100.0mm・110.0mm・114.3mm〉に対応できるようにしたもの）の社外品がそのような需要層に向けてカー用品店やホームセンターなどで販売されている。
しかし、2020年代現在では大量生産/販売による低価格化をはじめとする各種背景から「あえてスチールを選ぶ理由がなくなった」、ともすれば「そもそもスチールホイールが選べない」状況も散見されるようになってきた。カー用品店やホームセンターでタイヤ組込済みのアルミホイールが廉売されるケースも多々有り、またとりわけCセグメント以上の車種においてはそもそもスチールホイールの純正設定すらない車種も多々見受けられる。
一方で強度面の事情もあって、最大積載量500 kg未満の車両を除く貨物自動車ではスチールホイールが積極的に利用され続けている。これらの車両にアルミホイールを使うとなると車両重量および積載荷重に対する安全基準を満たしたJWL-T規格品であることが必要で、純正品・社外品も含めてあまり種類が多くないからである。
モータースポーツにおいては、NASCARの車両に現在でもスチールホイールが用いられており、NASCAR車両をイメージした社外品のスチールホイールも存在する。また「無骨さ」「ワル（≒不良）っぽさ」といったデザインコンセプト上の問題や、ジャンルにおけるカルチャーからあえてスチールホイールを使用するカスタムカーもないわけではない。中には一度既存のホイールを輪切りにし、溶接でその間に鉄板を追加しワイド化した俗に「加工鉄っチン」と呼ばれるホイールが使用されることもあり、名車再生!クラシックカー・ディーラーズSeason11 Ep.11では実際にレストア対象であるフォルクスワーゲン・タイプ2のために「加工鉄っチン」を制作する様子が登場する。
また、DIYでスチールホイールにコンパウンドややすり、バフがけ等を施し、鏡面仕上げとすることで費用を抑えつつドレスアップするカスタム手法も存在する。

## 種類

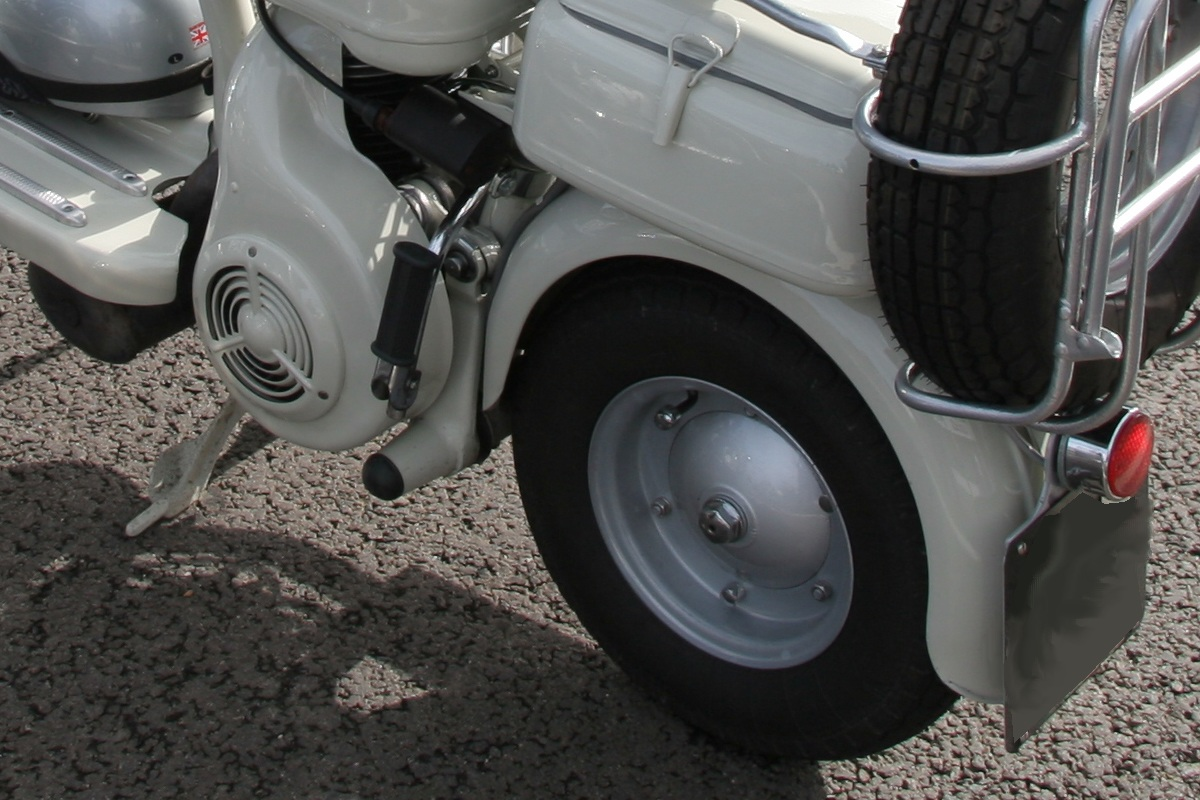
1950年代のイタリアのスクーター、ランブレッタ・モデルDのスチールホイール。合わせホイールと呼ばれる形式で、日本の軽自動車もおおむねこれと類似した形状のスチールホイールを採用していた。

プレス加工により鋼板からディスクを成形し、これをリムフランジと溶接し製造する。またリムフランジ部とディスク部とを一体成形する工法もある。

### チューブレスタイヤ用
リムフランジ内側に、ビードからの空気漏れをおさえる凸部分「ハンプ」が形成されている。また、空気口は気密性バルブが取り付けられるよう、規格と精度が保たれている。

### チューブタイヤ用
リング式ホイールはタイヤの組み換えにタイヤチェンジャーが不要で、設備が整っていない環境で特に便利だが、構造上隙間を無くせないためチューブが必要であり、さらに水や泥の侵入防止とチューブを保護するためのゴム製「フラップ」が併用される。一体型ホイールの場合、外観はチューブレスタイヤ用との判別が難しいが、「ハンプ」と呼ばれるビードシート部分の凸部分がないことと、空気口がチューブのバルブが通る大きい穴になっていることが異なっている。チューブレス用のバルブとタイヤを使用しても、チューブレスホイールとしての使用はできない。

### 合わせホイール
チューブタイヤ用のうち、合わせホイールと呼ばれるものは、左右のリムをボルトとナットなどで合体させる2ピース構造になっており、合わせ面へのチューブの噛み込みを防止するため、ゴム製のリングが使用される。リムが分割構造となっているため一般的なリム乗り越し型のタイヤチェンジャーは必要無く、特別な工具が無くてもタイヤの着脱（入替え）が簡単に行なえる。この特徴から戦場での整備が避けられない軍用車両にも多く用いられ、「コンバットホイール」と呼ばれることもある。
軽自動車では1950年代の360 cc規格期より多用された形式であり、1980年代初頭まで一部の550 cc規格車種も採用していた。オートバイではホンダ・モンキーを始めとする一部の原動機付自転車で現在も合わせホイールが採用されている。トラック用はリム止めのリングで片側のリムを抑えており、ここへチューブの挟みこみを防止するために、ゴム製のフラップが使用される。今日のスチールホイールと比較して製造に要する材料が少なく済み、ごく安価であることから黎明期の自動車で多用されたが、構造上組み合わせられるブレーキがドラムブレーキにほぼ限定されるため、ディスクブレーキの普及や車両の平均速度の高速化・積載重量の高荷重化などに伴い、現在製造販売される自動車からはほぼ完全に姿を消した。しかし、産業機械用のノーパンクタイヤには、現在でもこのホイールが使われている。

### 2ピースホイール・3ピースホイール
リムがスチール製かつハブがアルミ合金製のもの（あるいはその逆）や、ホイールディスクの代わりにスポークが使われた例がある。